# مارگاریت دانر
مارگاریت دانر (انگلیسی: Margaret Danner; ۱ ژانویهٔ ۱۹۱۵ – ۱ ژانویهٔ ۱۹۸۴) شاعر، و نویسنده اهل ایالات متحده آمریکا بود.